# Храповик Мёллера
Храповик Мёллера (по имени американского генетика Германа Мёллера и механического устройства — храповика) в эволюционной генетике — процесс необратимого накопления в генофонде популяций, которые не используют половое размножение, вредных мутаций, приводящих к снижению уровня адаптации и вымиранию вида.
Мёллер предложил этот механизм в качестве одной из теорий, объясняющих путь эволюции размножения от бесполых форм к половым. Несмотря на то, что этот механизм был призван объяснить преимущества полового размножения перед бесполым, он не может быть распространён на организмы, которые хоть и размножаются бесполым способом, но при этом имеют другие формы рекомбинации генетического материала. В то же время этот процесс наблюдается и на участках геномов половых организмов (например, в Y-хромосоме млекопитающих), которые не участвуют в рекомбинации.

## Объяснение
При бесполом размножении геном организма передаётся по наследству как неделимый блок. При появлении в геноме некой мутации можно ожидать, что она проявится и в будущих поколениях, так как процесс обратной мутации маловероятен. В случае полового размножения (при генетической рекомбинации) геном потомства будет отличаться от родительского. В частности, геном с меньшим числом мутаций может быть получен из родительских геномов с бо́льшим числом мутаций.
Со временем в генотипе бесполых организмов вредные мутации могут накапливаться. При случайной элиминации особей, содержащих минимальное по популяции число вредных мутаций, общевидовой генофонд ухудшается. Таким образом, механизм действия храповика Мёллера противоположен механизму естественного отбора, при котором в генотипе закрепляются только положительные мутации, и определяется генетическим дрейфом мутаций. Генофонд бесполых популяций может избавиться от вредных мутаций только путём гибели особей, несущих эти мутации.
Среди простейших и прокариот существует множество якобы[уточнить] бесполых организмов. Однако в настоящее время показано, что у большинства из них[уточнить] может за счёт различных механизмов происходить обмен генетической информацией.

## Происхождение термина
Термин «храповик Мёллера» ввёл в 1974 году Джо Фельзенштейн, а статья, описывающая данный механизм, написана Мёллером в 1932 году.